# Pieris ergane
The Mountain Small White (Pieris napi) là một loài bướm thuộc họ Pieridae. Nó được tìm thấy ở Nam Âu, Asia Minor, Syria, Iraq, Iran và Transcaucasia.
Chiều dài cánh trước là 19–24 mm. Con trưởng thành bay từ tháng 4 đến tháng 9 in two to three generations
Ấu trùng ăn Aethionema saxatile và Aethionema orbiculatum.